# Maria Lettberg
Maria Lettberg (Riga, 28 ottobre 1970) è una pianista svedese di nascita lettone.

## Biografia
Lettberg è la figlia di una docente di letteratura russa e di un matematico. Sin da quando aveva sette anni, il talento di Maria fu riconosciuto e incoraggiato. Si è diplomata al Conservatorio di San Pietroburgo e successivamente ha proseguito i suoi studi a Stoccolma (Collegio Reale di Musica di Stoccolma), a Bloomington (Università dell'Indiana) e ad Helsinki (Accademia Sibelius). I suoi insegnanti più importanti furono Tatyana Zagorovskaja, Andrei Gavrilov, Paul Badura-Skoda, Menahem Pressler, Emanuel Krasovsky, Roland Pöntinen e Matti Raekallio.
Il repertorio concertistico di Maria Lettberg si concentra su Brahms, Schumann, Liszt, Chopin e Scriabin, ma anche Debussy, Prokofiev, Schnittke e Bach. Oltre a questi compositori, esegue regolarmente anche opere di compositori meno noti, in particolare quelli di origine scandinava e russa. Lettberg collabora con Deutschlandradio da molti anni.
Risiede a Berlino.

## Opere su Aleksandr Nikolaevič Skrjabin
Maria Lettberg è un'interprete di Aleksandr Skrjabin. Nel 2007, ha inciso l'opera pianistica completa di Skrjabin su otto CD. A questo ha fatto seguito nel 2012 la pubblicazione di Opus Posthum – le composizioni precoci di Aleksandr Skrjabin che sono prive di numerazione, e le composizioni del figlio, Julian. Ispirata dalle idee di Skrjabin, Maria Lettberg ha avviato e guidato due progetti dal titolo Mysterium (con Kaisa Salmi, e Andrea Schmidt). In entrambe le produzioni, è stata ricercata un'esperienza sinestetica artistica tramite il collegamento di aspetti musicali e visivi. Nel 2008 Maria Lettberg ha conseguito il dottorato di ricerca presso l'Accademia Sibelius. L'argomento della sua tesi di dottorato era "Una panoramica storica delle tendenze nell'interpretazione della sonata per pianoforte n. 10 di Alexander Scriabin. - un'analisi pianistica comparativa".

## Riconoscimenti
- Nomination per la 60ª edizione dei Grammy Awards – categoria Miglior assolo strumentale classico per la sua esecuzione dei due concerti per pianoforte di Zara Levina con la Berlin Radio Symphony Orchestra.[3]

## Discografia
- 2007: Alexander Scriabin: The Solo Piano Works, Complete Recording 8 CD-Box + DVD „Mysterium – The Multimedia Project“ (Deutschlandradio Kultur/Capriccio)
- 2008: Alfred Schnittke : i concerti per pianoforte n. 1–3. Ewa Kupiec e Maria Lettberg, Rundfunk - Sinfonieorchester Berlin / Frank Strobel . (Deutschlandradio Kultur/Phoenix Edition)
- 2011: Erkki Melartin: The Solo Piano Works, 2 CD-Set (Deutschlandradio Kultur/Crystal Classics)
- 2011: Alfred Schnittke: Concerto da camera (Concerto per pianoforte n. 2), Trio per pianoforte, violino e violoncello, Quartetto per pianoforte, violino, viola e violoncello; Rundfunk-Sinfonieorchester Berlin /Frank Strobel, Petersen Quartet. (Deutschlandradio Kultur/Crystal Classics)
- 2012: „Opus Posthum“: Alexander und Julian Scriabin, Early Piano Works (Deutschlandradio Kultur/Es-Dur Hamburg)
- 2013: "The Enchanted Garden": trascrizioni per pianoforte di opere teatrali russe, Mikhail Glinka, Nikolai Rimski-Korsakov e Igor Stravinsky. (Deutschlandradio Kultur/Es-Dur Amburgo)
- 2015: „Poème de l'extase“: Opere di Alexander Scriabin, Olivier Messiaen, Franz Liszt, Manfred Kelkel e Harald Banter. (Deutschlandradio Kultur/Es-Dur Amburgo)
- 2017: Zara Levina: I Concerti per pianoforte n. 1–2. Maria Lettberg, Rundfunk - Sinfonieorchester Berlin/ Ariane Matiakh . (Deutschlandradio Kultur/Capriccio)
- 2019: Zara Levina: Piano & Musica da camera. Sonate per pianoforte; Sonata per violino; Poesia per viola e pianoforte; Canzonetta per violoncello e pianoforte; "Hebrew Rhapsody" per pianoforte a quattro mani. Maria Lettberg, Yury Revich, Gernot Adrion, Ringela Riemke, Katia Tchemberdji. (Deutschlandradio Kultur/Capriccio)

## Pubblicazioni
- Lettberg, Maria: Alfred Schnittke's Piano Trio: Learning and Performing, in: The Practice of Practicing (Orpheus Research Center[4] in Music Series), Leuven University Press, 2011.[5]
- Lettberg, Maria: Alexander Skrjabin som pianista. Tekniska aspekter och estetiska principer. Finali, Journal of Musical Performance and Research, Sibelius Akademie, 2004.
- Lettberg, Maria: interprete di Tendenser inom av Alexander Skrjabins pianosonat nr 10: En jämförande pianistisk analys. (Tendenze nelle interpretazioni della Sonata per pianoforte n. 10 di Alexander Scriabin: un'analisi pianistica comparativa), Sibelius Akatemia, DokMus-tohtorikoulu, EST numero 20, 2012

## Fonti / Documentazione
- The Penguin Guide to the 1000 migliori registrazioni classiche: CD e DVD indispensabili, IVAN MARCH (Hrsg.), Londra 2011 (cartonato): John Sheppard: articolo „Scriabin, Alexander“, S.307.[6]
- Maria Lettberg: formidabile. Gramophone, BRYCE MORRISON (5/2008, Editor Choice, S. 92)[7]
- "Gruß vom Chamäleon, ganz ohne Starrummel ist die Pianistin Maria Lettberg erfolgreich". Der Spiegel, Beilage „Der Kultur Spiegel“, JOHANNES SALTZWEDEL (4/2011, S. 36)[8]
- "Ein Ausdruckswunder". Die Zeit, MIRKO WEBER (Nr. 23/11 vom 1. giugno 2011)[9]
- "Grosse Taten. Maria Lettberg widmet sich Skrjabins Klavierwerk", Süddeutsche Zeitung, WOLFGANG SCHREIBER (22. dicembre 2008)
- "Ritratto: Anwältin des Besonderen - MARIA LETTBERG". Piano News, HELMUT PETERS (6/2012 S. 40-42)
- "Maria Lettbergs Klavierkonzert abseits des Wohlgefälligen". Hamburger Abendblatt, TOM SCHULZ (14. settembre 2012)[10]
- "Klangmagische Stimmngen, Maria Lettbergs Skrjabin-Abend in der Oetkerhalle". Neue Westfälische (17. settembre 2008)
- "Lettbergs Spiel: wie ein zarter Windhauch, Schwedische Pianistin sorgte bei den "Mittelrhein Musik Momenten" für eine echte Sternstunde". Rhein-Zeitung, CHRISTIANE HAUSDING (3. agosto 2004)
- "Stämningbilder". Fono Forum [ de ], Gregor Willmes (6/2011, S. 79)[11]